# Поліцейський нагляд
Поліцейський нагляд у Російській імперії — один із засобів адміністративного примусу, а також додатковий вид покарання, який застосовувався органами поліції до визначеного кола осіб із метою «запобігання злочинам проти існуючого державного порядку». Поліцейський нагляд був гласним і таємним. Законодавство передбачало кілька видів гласного нагляду: за судовим вироком як додаткове покарання; як міру припинення способів ухиляння від слідства та суду; за політично неблагонадійними особами та ін. Серед об’єктів нагляду значилися також особи, які відбували покарання в арештантських ротах, і ті, кого було поселено в Сибіру замість покарання. У цілому російське законодавство щодо нагляду було недосконалим. Так, у Статуті про запобігання злочинам та їх припинення нагляд згадується під різними назвами: «поліцейський нагляд», «суворий нагляд», «винятковий нагляд», «особливо суворий догляд начальства», «особливий нагляд», «суворий догляд» тощо.
Більш-менш ґрунтовним було законодавство щодо нагляду за політично неблагонадійними особами, який регламентувався спочатку Правилами про поліцейський нагляд від 12 травня (30 квітня) 1867, а потім — Положенням про поліцейський нагляд від 24 (12) березня 1882. Нагляд здійснювався в адміністративному порядку за особами, «небезпечними для громадського спокою», — як у місцях їх поселення (адміністративне заслання), так і за місцем постійного проживання.

## Порядок встановлення нагляду
Порядок встановлення гласного нагляду передбачав наступні дії. Місцева поліція, переконавшись у необхідності нагляду за певною особою, складала подання, яке надсилалося міністру внутрішніх справ Російської імперії. Подання розглядалося на засіданні Особливої наради при МВС Російської імперії. Строк нагляду визначався конкретно по кожній справі, але не міг перевищувати 5-ти років. У піднаглядного відбиралися документи про його звання і вид на проживання, натомість видавалося свідоцтво на проживання в певній місцевості без зазначення, що дана особа перебуває під наглядом поліції. Піднаглядний не мав права без дозволу відлучатися з визначеного йому місця проживання. Тимчасові виїзди дозволялися лише з особливо поважних причин і при «належній» поведінці.
Здійснення гласного нагляду покладалося на загальну поліцію, що мала право будь-коли входити до житла піднаглядного, проводити обшуки та виїмки, складати при цьому протоколи. Піднаглядний був зобов’язаний з’являтися до поліції за першою вимогою. Йому заборонялося зберігати в себе будь-яку зброю, займатися певною низкою занять і професій. За невиконання встановлених правил піднаглядний підлягав арештові. За зразкову його поведінку міністр внутрішніх справ Російської імперії міг за поданням місцевого начальства скасувати деякі обмеження, скоротити й навіть скасувати нагляд до закінчення строку. Звільнені від гласного нагляду особи за циркуляром МВС Російської імперії від 21 (9) квітня 1882 підлягали таємному нагляду строком на рік.
Таємний нагляд регламентувався спочатку циркуляром МВС Російської імперії від 4 червня (23 травня) 1873, а потім — таємним положенням від 13 (1) березня 1882. Встановлювався «для запобігання державним злочинам із допомогою нагляду за особами сумнівної політичної благонадійності». У положенні зазначалося, що піднаглядний не повинен знати про нагляд за ним і що йому не можна чинити «перешкоди у свободі пересування, способі життя та виборі занять». Таємний нагляд встановлювався виключно департаментом поліції МВС Російської імперії — за його безпосередньою вказівкою або поданням місцевих органів поліції. Виняток становили тільки 3 категорії осіб, таємний нагляд за якими встановлювався без дозволу департаменту поліції. Це: 
- студенти, виключені з вищих навч. закладів за участь у політичних заворушеннях;
- особи, які повернулися з адміністративного заслання і звільнені від гласного нагляду;
- особи, які відбули тюремне ув’язнення за скоєння державних злочинів.

Нагляд здійснювався жандармерією і загальною поліцією. Відомості про піднаглядних збирали чини загальної поліції, пунктові унтер-офіцери, агенти зовнішнього (філери) і внутрішнього (таємні співробітники) нагляду та надсилали їх до жандармського управління, де проводився загальний облік осіб, що підлягали таємному нагляду. На всіх піднаглядних велися особові списки: у департаменті поліції — у масштабах імперії; у жандармських управліннях — по губерніях. Облік піднаглядних здійснювався за спеціально розробленими формами. Крім того, на кожну особу заводилася персональна справа, в якій збиралися всі матеріали про неї. На місцях поліцейські чини (станові пристави, дільничні наглядачі та ін.), на території яких проживали піднаглядні, були зобов’язані вести спеціальну «книгу про тих, хто перебував під наглядом поліції».
Положенням не передбачався строк встановлення таємного нагляду. Це вирішували департамент поліції і жандармське управління на свій розсуд. Пізніше таємним циркуляром МВС Російської імперії від 13 (1) грудня 1889 встановлювалося, що «нормальним терміном таємного нагляду вважаються два роки від моменту його введення». Якщо впродовж вказаного часу в поведінці піднаглядного нічого негідного не було помічено, то жандармське управління одночасно зі звітом за півроку відправляло до департаменту поліції подання про припинення таємного нагляду. Департамент поліції розглядав подання, і, якщо в ньому не було ганебних для піднаглядного свідчень, нагляд припинявся. Такий порядок припинення нагляду використовувався щодо всіх без винятку категорій піднаглядних осіб, незалежно від того, яка установа встановлювала таємний нагляд. Таємний нагляд був скасований циркуляром МВС Російської імперії від 23 (10) січня 1904.